# Moonshadow
Moonshadow é uma história em quadrinhos criada por J.M. DeMatteis e ilustrada majoritariamente por Jon J. Muth, com Kent Williams e George Pratt. Foi lançada originalmente pelo selo Epic Comics, da Marvel, a partir de 1985. Posteriormente, na década de 1990, foi relançada pela Vertigo, onde ganhou um capítulo adicional intitulado Adeus, Moonshadow.. Mais tarde, foi lançado como um livro de bolso comercial atualmente intitulado The Compleat Moonshadow . A história em quadrinhos foi inspirada na música de Cat Stevens de mesmo nome. Assume a forma de uma história de amadurecimento com elementos de sátira.

## Conteúdo
- 1 - Enredo
- 2 - Antecedentes e criação
- 3 - Histórico de publicação
- 4 - Referências

## Trama
A história assume a forma de um conto de fadas eclético e peculiar com elementos satíricos e lidando com preocupações filosóficas . É contado através do dispositivo de enquadramento de Moonshadow, agora com 120 anos, olhando para trás em sua vida anterior. A ação diz respeito aos eventos que levaram ao "despertar" de Moonshadow, filho de uma mãe hippie e um pai alienígena enigmático. O alienígena, que se assemelha a um orbe brilhante de luz com um rosto humano estilizado, sequestrou a mãe de Moonshadow da Terra em 1968 junto com seu gato preto de estimação, Frodo. Quando o idealista e ingênuo Moonshadow fica órfão aproximadamente aos 15 anos, ele se torna amigo de um humanóide peludo e oportunista chamado Ira. Moonshadow, Ira e Frodo, o gato, partiram para encontrar uma vida para si nas estrelas.
Moonshadow perde sua inocência, mas eventualmente faz as pazes com o mundo e se reconcilia com as ações de seu pai alienígena aparentemente caprichoso.

## Plano de fundo e criação
O conceito geral de Moonshadow remonta a cerca de uma década antes da publicação da série, e foi reformulado por J.M. DeMatteis várias vezes ao longo dos anos. Por exemplo, no conceito original da série, o protagonista tinha superpoderes.  Outro conceito inicial para a série, então sob o título Stardust, foi submetido ao editor-chefe da Marvel Comics, Jim Shooter, na virada da década.
 

Incentivado pela publicação de séries experimentais como Camelot 3000 e a linha Epic Comics,  em 1983, DeMatteis novamente buscou a publicação de Moonshadow. Enquanto conversava com sua amiga Karen Berger, ele mencionou sua ideia para a série, e uma entusiasmada Berger se ofereceu para que a DC Comics a publicasse. Tendo já considerado ir para DC, DeMatteis estava inicialmente inclinado a aceitar. No entanto, quando ele discutiu a próxima expiração de seu contrato com a Marvel com Shooter, Jim se ofereceu para publicar Moonshadow e Greenberg the Vampire, outro projeto de estimação de DeMatteis que ele havia rejeitado anteriormente. DeMatteis lembrou:
Jim disse: "Tudo bem. Você está aqui há tempo suficiente. Você pagou suas dívidas. Você merece ter a chance de fazer algumas coisas que você quer fazer." E eu o respeito por me deixar fazer isso. Eu não era um dos escritores mais vendidos da Marvel. Jim poderia facilmente ter dito: "Tudo bem. Vá fazer isso pela DC."  

## Histórico de publicação
Moonshadow foi originalmente uma maxissérie de doze edições publicada pela Marvel Comics, sob seu selo Epic Comics, de 1985 a 1987. A série foi posteriormente reimpressa como um único volume em 1989. Também em 1989, uma edição limitada de capa dura também foi lançada pela Graphitti Designs. Apenas 1200 exemplares desta edição foram publicados, cada um numerado individualmente e assinado por DeMatteis e Muth.
De 1994 a 1995, a DC Comics publicou as edições individuais como uma das primeiras séries limitadas de sua marca Vertigo que foi seguida em 1997 por Adeus, Moonshadow, uma sequência de uma edição definida anos depois, que atua como uma conclusão para a série. The Compleat Moonshadow reimprimiu todo este material em 1998 com algumas revisões textuais.
Em 2019, a Dark Horse Comics reimprimiu The Compleat Moonshadow em um único volume de capa dura, com uma nova introdução de DeMatteis, material dos bastidores e todas as capas das séries Epic e Vertigo.

Foi publicada, no Brasil, em 12 edições quinzenais entre dezembro de 1990 e maio de 1991, pela Editora Globo. Em 2019 foi republicada pela editora Pipoca & Nanquim.
1. ↑  Moonshadow #1 ,relançamento da DC Comics , 1998, notas internas
2. 1 2 3 4 5  «JM DeMatteis». stringfixer.com (em inglês). Consultado em 26 de janeiro de 2022
3. ↑  «Moonshadow». Pipoca & Nanquim. Consultado em 26 de janeiro de 2022